# Răut
La rivière Răut (Răut en roumain, Реут en ukrainien et russe, Revet (רעװעט) en Yiddish) est une rivière du centre de la Moldavie. Elle est le plus grand affluent moldave du Dniestr. 

## Géographie
Son bassin (roumain : bazinul Răutului) forme la région septentrionale de ce pays, appelée Băltenie du nom de la principale ville sur ses rives, Bălți. Les localités d'Orhei et Florești sont également situées au bord de la rivière.
Il prend naissance sur le plateau moldave et le traverse en intégralité sur le territoire moldave avant de se jeter dans le Dniestr.

## Affluents
Les plus grands affluents sur son cours supérieur sont le Copăceanca, le Cubolta, le Căinar, le Camenca, le Soloneț et le Ciucul Mic et sur son cours inférieur (sur les derniers 80 km) le Cula et lei Cogâlnic.